# ヴォー・ティ・アイン・スアン
ヴォー・ティ・アイン・スアン（ベトナム語：Võ Thị Ánh Xuân / 武氏映春、1970年1月8日 - ）は、ベトナムの女性政治家、元教師。ベトナム共産党政治局員、国家副主席。2023年と2024年の2度、同国の国家元首代行を務めた。ベトナムでは2018年にチャン・ダイ・クアン国家主席（当時）が死去した際に国家主席の職務を代行したダン・ティ・ゴック・ティンに次いで2人目の女性主席となる。

## 経歴
南部アンザン省ティンビエン市社トイソン社出身。1996年に共産党に入党する前は高校教師として勤務していた。1996年8月から2001年7月まではアンザン省党委員会事務局総合研究員、アンザン省女性組合会長を務めた。2011年1月、第11代党中央委員会の補欠委員に就任。2013年2月から2013年11月まで彼女はアンザン省党委員会の常務委員会のメンバーであり、アンザン省人民委員会副委員長を務めていた。2015年10月2日にはアンザン省党委員会書記（都道府県知事に相当）に選出される。2016年1月、党中央委員会第12期政治局員に当選。国会総選挙後、彼女は国会のアンザン省選挙区代表として選出された。
2021年4月6日に国会で国家副主席を選出する決議が開かれ、出席した449人の議員のうち93.13%に相当する447人がスアンを支持し、国家副主席に選出する決議を採択。同年8月25日にはアメリカ合衆国副大統領のカマラ・ハリスを招待し、会談を行った。同年10月には国家副主席として初めて、ブルガリアやギリシャ、ポルトガルを来訪。ブルガリアのイリアナ・イオトヴァ副大統領との会談では、ブルガリアとはEUとベトナムの投資保護協定（EVIPA）をすぐに批准し、二国間の貿易と投資の協力を強化するための有利な条件を出し合うことで合意した。2022年6月30日のボンボン・マルコス大統領就任式にベトナム代表として参列。2022年10月13日、第6回アジア相互協力信頼醸成措置会議（CICA）に出席するためにカザフスタンに訪問。
2023年1月18日、国会によってグエン・スアン・フック国家主席が解任されたため、同年3月に後任の国家主席としてヴォー・ヴァン・トゥオンが選出されるまでの間、国家副主席のスアンが国家主席の職務を代行した。2024年3月21日、国会によってヴォー・ヴァン・トゥオン国家主席が解任されたため、同年5月22日の国会で後任のトー・ラムが選出されるまで、再び国家主席の職務を代行した。